# Potamogeton oxyphyllus
Potamogeton oxyphyllus là một loài thực vật có hoa trong họ Potamogetonaceae. Loài này được Miq. miêu tả khoa học đầu tiên năm 1867.